# UK Open 2025
Die Ladbrokes UK Open 2025 waren ein Ranglistenturnier im Dartsport und wurden vom 28. Februar bis zum 2. März 2025 zum 23. Mal von der Professional Darts Corporation (PDC) veranstaltet. Das Turnier wurde, wie in den vergangenen Jahren, im Butlin’s Resort im englischen Minehead ausgetragen. Titelverteidiger war der Belgier Dimitri Van den Bergh. Im Finale holte sich der Engländer Luke Littler mit 11:2 legs den Sieg gegen den dreimaligen Turniersieger James Wade.

## Format
Das Turnier wurde im K.-o.-System ausgetragen. In der ersten Runde traten die 64 am niedrigsten gerankten Spieler in 32 Spielen gegeneinander an. Die Gewinner trafen in der zweiten Runde auf die Spieler 65–96 der PDC Order of Merit. In der dritten Runde stießen dann die Spieler 33–64 der PDC Order of Merit dazu und in der vierten Runde die restlichen Spieler (1–32 der PDC Order Of Merit).
Gespielt wurde in den ersten drei Runden im Modus best of 11 legs. Von der vierten Runde an bis einschließlich dem Viertelfinale wurde im Modus best of 19 legs gespielt. Die Halbfinals und das Finale wurden im Modus best of 21 legs ausgetragen.
Während der ersten vier Runden wurde an acht Scheiben gleichzeitig gespielt, während der fünften an vier, im Achtelfinale an zwei und ab dem Viertelfinale an einer.

## Preisgeld
Das Preisgeld wurde wie folgt verteilt:
| Position          | Preisgeld |
| ----------------- | --------- |
| Gewinner          | £ 110.000 |
| Finalist          | £ 50.000  |
| Halbfinalisten    | £ 30.000  |
| Viertelfinalisten | £ 15.000  |
| Achtelfinalisten  | £ 10.000  |
| Letzte 32         | £ 5.000   |
| Letzte 64         | £ 2.500   |
| Letzte 96         | £ 1.500   |
| Letzte 128        | £ 1.000   |

## Teilnehmer
Für das Turnier qualifizierten sich die Tour-Card-Inhaber der PDC Pro Tour 2025, die (nicht anderweitig qualifizierten) Top 8 der Development Tour Order of Merit 2024 und die Top 8 der Challenge Tour Order of Merit 2024. Die restlichen 16 Plätze wurden über die sogenannten Amateur Qualifiers vergeben. Die Tour Card Holder wurden anhand ihrer Position in der PDC Order of Merit am 18. Februar 2025, also nach den Players Championships 3 und 4, gesetzt.
PDC Order of Merit Plätze 1–32
- Die Top 32 stiegen in der 4. Runde ein.

1. Luke Humphries
2. Luke Littler
3. Michael van Gerwen
4. Rob Cross
5. Stephen Bunting
6. Jonny Clayton
7. Dave Chisnall
8. Chris Dobey
9. Gerwyn Price
10. Damon Heta
11. Nathan Aspinall
12. Peter Wright
13. Danny Noppert
14. James Wade
15. Gary Anderson
16. Dimitri Van den Bergh

1. Josh Rock
2. Ryan Searle
3. Ross Smith
4. Michael Smith
5. Andrew Gilding
6. Martin Schindler
7. Joe Cullen
8. Mike De Decker
9. Daryl Gurney
10. Dirk van Duijvenbode
11. Gian van Veen
12. Ritchie Edhouse
13. Ryan Joyce
14. Ricardo Pietreczko
15. Krzysztof Ratajski
16. Brendan Dolan

PDC Order of Merit Plätze 33–64
- Die Top 33 bis 64 stiegen in der 3. Runde ein.

1. Luke Woodhouse
2. Raymond van Barneveld
3. Jermaine Wattimena
4. Scott Williams
5. Gabriel Clemens
6. Martin Lukeman
7. Cameron Menzies
8. Callan Rydz
9. Kevin Doets
10. Mickey Mansell
11. Ricky Evans
12. Madars Razma
13. José de Sousa
14. Kim Huybrechts
15. Niels Zonneveld
16. Richard Veenstra

1. William O’Connor
2. Keane Barry
3. Ian White
4. Wessel Nijman
5. Florian Hempel
6. Jim Williams
7. Matt Campbell
8. Alan Soutar
9. Nick Kenny
10. Ryan Meikle
11. Robert Owen
12. Mensur Suljović
13. Connor Scutt
14. Dylan Slevin
15. Stephen Burton
16. Jeffrey de Graaf 1

PDC Order of Merit Plätze 65–96
- Die Top 65 bis 96 stiegen in der 2. Runde ein.

1. Thibault Tricole
2. James Hurrell
3. Dom Taylor
4. Chris Landman
5. Mario Vandenbogaerde
6. Andy Baetens
7. Rhys Griffin
8. Berry van Peer
9. Radek Szagański
10. Nathan Rafferty
11. Steve Lennon
12. Jelle Klaasen
13. Jitse van der Wal
14. Lukas Wenig
15. Patrick Geeraets
16. Darren Beveridge

1. Matthew Dennant
2. Owen Bates
3. Danny Lauby
4. William Borland
5. Benjamin Drue Reus
6. Adam Hunt
7. George Killington
8. Robert Grundy
9. Brett Claydon
10. Haupai Puha
11. Martijn Dragt
12. Joshua Richardson
13. Michele Turetta
14. Tim Wolters 1
15. Bradley Brooks
16. Justin Hood

PDC Order of Merit Plätze 97–128
- Die Top 97 bis 128 stiegen in der 1. Runde ein.

1. Darryl Pilgrim
2. Karel Sedláček
3. Cam Crabtree
4. Jules van Dongen
5. Andy Boulton
6. Tavis Dudeney
7. Thomas Lovely
8. Maik Kuivenhoven
9. Cor Dekker
10. Wesley Plaisier
11. Niko Springer
12. Rusty-Jake Rodriguez
13. Oskar Lukasiak
14. Tom Bissell
15. Jim Long
16. Adam Paxton

1. Christian Kist
2. Stefaan Henderyck
3. Sebastian Białecki
4. Adam Lipscombe
5. Marvin van Velzen
6. Maximilian Czerwinski
7. Tytus Kanik
8. Max Hopp
9. Kai Gotthardt
10. Leon Weber
11. Pero Ljubić
12. Adam Warner
13. Dennie Olde Kalter
14. Dominik Grüllich
15. Greg Ritchie
16. Viktor Tingström

Development Tour Order of Merit Plätze 1–8
- Die Development-Tour-Qualifikanten stiegen in der 1. Runde ein.

1. Danny Jansen
2. Beau Greaves
3. Jurjen van der Velde
4. Henry Coates

1. Owen Roelofs
2. Charlie Manby
3. Daniel Perry
4. Nathan Girvan

Challenge Tour Order of Merit Plätze 1–8
- Die Challenge-Tour-Qualifikanten stiegen in der 1. Runde ein.

1. Alexander Merkx
2. Andreas Harrysson
3. Jimmy van Schie
4. John Henderson

1. Stefan Bellmont
2. Aden Kirk
3. Lee Cocks
4. Darius Labanauskas

| Pencoed |

| Newport |

| Derbyshire |

| Plymouth |

| Wigan |

| Milton Keynes |

| Pencoed |

| Newport |

| Derbyshire |

| Plymouth |

| Wigan |

| Milton Keynes |

| Pencoed |

| Newport |

| Derbyshire |

| Plymouth |

| Wigan |

| Milton Keynes |

| Pencoed |

| Newport |

| Derbyshire |

| Plymouth |

| Wigan |

| Milton Keynes |

Amateur Qualifiers
- Die Amateur-Qualifikanten stiegen in der 1. Runde ein.[2][3]

- Shaun Fox
- Graham Usher
- Tom Sykes
- Graham Hall
- Derek Coulson
- Tommy Morris
- Tommy Lishman
- Paul Rowley

- Scott Baker
- Danny van Trijp
- Jamie Kelling
- Christopher Wickenden
- Marc Dewsbury
- Simon Stevenson
- Mike Gillet
- Chris Hartrey

## Spielplan

### Runden 1 bis 5

#### Runde 1
28. Februar – best of 11 legs

| Nr. | Spieler 1                   | Ergebnis | Spieler 2                  |  | Nr. | Spieler 1                  | Ergebnis | Spieler 2                |
| --- | --------------------------- | -------- | -------------------------- |  | --- | -------------------------- | -------- | ------------------------ |
| 1   | Darryl Pilgrim 88,07        | 6 : 2    | Chris Hartrey              |  | 2   | Wesley Plaisier 88,35      | 1 : 6    | Cam Crabtree 99,94       |
| 3   | Adam Lipscombe 93,94        | 6 : 0    | Marc Dewsbury 77,25        |  | 4   | Paul Rowley 84,56          | 6 : 1    | Karel Sedláček 83,08     |
| 5   | Greg Ritchie 96,81          | 6 : 3    | Jamie Kelling 90,34        |  | 6   | Marvin van Velzen 79,40    | 6 : 3    | Tom Bissell 83,88        |
| 7   | Simon Stevenson 84,28       | 6 : 0    | Jules van Dongen 61,11     |  | 8   | Dennie Olde Kalter 75,20   | 2 : 6    | Andy Boulton 84,73       |
| 9   | Christopher Wickenden 86,36 | 3 : 6    | Nathan Girvan 95,64        |  | 10  | Oskar Lukasiak 76,63       | 1 : 6    | Thomas Lovely 86,45      |
| 11  | Danny van Trijp 84,66       | 6 : 5    | Henry Coates 84,75         |  | 12  | Cor Dekker 94,88           | 2 : 6    | Niko Springer 115,92     |
| 13  | Tommy Lishman 90,86         | 6 : 4    | Kai Gotthardt 84,65        |  | 14  | John Henderson 80,98       | 3 : 6    | Graham Usher 85,05       |
| 15  | Danny Jansen 82,66          | 3 : 6    | Dominik Grüllich 85,48     |  | 16  | Jimmy van Schie 90,06      | 6 : 4    | Adam Paxton 83,26        |
| 17  | Tavis Dudeney 76,42         | 0 : 6    | Graham Hall 86,71          |  | 18  | Christian Kist 76,20       | 6 : 4    | Daniel Perry 77,02       |
| 19  | Maximilian Czerwinski 77,80 | 4 : 6    | Maik Kuivenhoven 85,03     |  | 20  | Derek Coulson 88,88        | 4 : 6    | Darius Labanauskas 92,47 |
| 21  | Mike Gillet 85,29           | 2 : 6    | Rusty-Jake Rodriguez 85,79 |  | 22  | Leon Weber 80,49           | 1 : 6    | Alexander Merkx 94,31    |
| 23  | Owen Roelofs 81,13          | 5 : 6    | Tom Sykes 87,48            |  | 24  | Jurjen van der Velde 91,70 | 6 : 2    | Tytus Kanik 81,94        |
| 25  | Lee Cocks 77,66             | 1 : 6    | Stefaan Henderyck 80,72    |  | 26  | Scott Baker 82,21          | 3 : 6    | Andreas Harrysson 86,71  |
| 27  | Beau Greaves 95,97          | 6 : 1    | Stefan Bellmont 84,09      |  | 28  | Adam Warner 83,84          | 1 : 6    | Tommy Morris 86,57       |
| 29  | Sebastian Białecki 79,97    | 6 : 2    | Viktor Tingström 78,04     |  | 30  | Shaun Fox 93,94            | 6 : 0    | Max Hopp 78,97           |
| 31  | Charlie Manby 87,30         | 4 : 6    | Aden Kirk 86,01            |  | 32  | Pero Ljubić 84,32          | 4 : 6    | Jim Long 92,15           |

#### Runde 2
28. Februar – best of 11 legs

| Nr. | Spieler 1                | Ergebnis | Spieler 2                  |  | Nr. | Spieler 1                  | Ergebnis | Spieler 2                |
| --- | ------------------------ | -------- | -------------------------- |  | --- | -------------------------- | -------- | ------------------------ |
| 1   | Darius Labanauskas 88,44 | 5 : 6    | Mario Vandenbogaerde 89,81 |  | 2   | Joshua Richardson 83,93    | 5 : 6    | Marvin van Velzen 90,22  |
| 3   | Alexander Merkx 87,57    | 3 : 6    | Nathan Girvan 91,69        |  | 4   | Berry van Peer 95,28       | 6 : 3    | Danny van Trijp 93,09    |
| 5   | Martijn Dragt 94,19      | 6 : 4    | Graham Hall 90,77          |  | 6   | Shaun Fox 90,59            | 3 : 6    | Justin Hood 99,97        |
| 7   | Lukas Wenig 86,55        | 6 : 5    | Paul Rowley 82,58          |  | 8   | Andreas Harrysson 92,45    | 2 : 6    | Dominik Grüllich 101,37  |
| 9   | Chris Landman 82,35      | 1 : 6    | Christian Kist 82,00       |  | 10  | William Borland 87,21      | 6 : 2    | Brett Claydon 83,25      |
| 11  | Graham Usher 78,37       | 6 : 2    | Rusty-Jake Rodriguez 80,79 |  | 12  | Andy Baetens 90,87         | 1 : 6    | Cam Crabtree 93,92       |
| 13  | Thomas Lovely 94,06      | 6 : 4    | Stefaan Henderyck 87,00    |  | 14  | Aden Kirk 82,77            | 2 : 6    | Haupai Puha 84,75        |
| 15  | Danny Lauby              | Freilos  | Tim Wolters 1              |  | 16  | Adam Hunt 88,90            | 6 :4     | Maik Kuivenhoven 88,10   |
| 17  | Darren Beveridge 87,74   | 6 : 4    | James Hurrell 88,58        |  | 18  | Jim Long 82,74             | 4 : 6    | Nathan Rafferty 78,92    |
| 19  | Tommy Lishman 88,08      | 6 : 5    | Michele Turetta 88,31      |  | 20  | Jitse van der Wal 75,51    | 2 : 6    | Darryl Pilgrim 85,53     |
| 21  | Matthew Dennant 91,12    | 6 : 3    | Andy Boulton 86,98         |  | 22  | Thibault Tricole 87,03     | 1 : 6    | Tom Sykes 101,02         |
| 23  | Radek Szagański 88,76    | 6 : 5    | Benjamin Drue Reus 87,57   |  | 24  | Jurjen van der Velde 82,74 | 6 : 2    | Bradley Brooks 79,24     |
| 25  | Jelle Klaasen 91,53      | 4 : 6    | Adam Lipscombe 90,08       |  | 26  | Rhys Griffin 78,47         | 1 : 6    | Beau Greaves 88,95       |
| 27  | Tommy Morris 87,76       | 1 : 6    | Greg Ritchie 91,43         |  | 28  | George Killington 88,75    | 6 : 5    | Owen Bates 90,29         |
| 29  | Jimmy van Schie 93,86    | 6 : 5    | Simon Stevenson 92,87      |  | 30  | Niko Springer 97,94        | 6 : 5    | Patrick Geeraets 98,13   |
| 31  | Steve Lennon 91,33       | 5 : 6    | Dom Taylor 94,22           |  | 32  | Robert Grundy 81,64        | 4 : 6    | Sebastian Białecki 85,35 |

#### Runde 3
28. Februar – best of 11 legs

| Nr. | Spieler 1               | Ergebnis | Spieler 2                   |  | Nr. | Spieler 1                | Ergebnis | Spieler 2                  |
| --- | ----------------------- | -------- | --------------------------- |  | --- | ------------------------ | -------- | -------------------------- |
| 1   | Tom Sykes 96,55         | 4 : 6    | William O’Connor 98,06      |  | 2   | Madars Razma 94,23       | 6 : 1    | Ryan Meikle 89,72          |
| 3   | Darryl Pilgrim 87,26    | 3 : 6    | Danny Lauby 92,24           |  | 4   | Callan Rydz 85,83        | 0 : 6    | Alan Soutar 98,02          |
| 5   | Nathan Girvan 87,02     | 5 : 6    | Matt Campbell 87,02         |  | 6   | Matthew Dennant 85,29    | 3 : 6    | Thomas Lovely 87,18        |
| 7   | Martijn Dragt 79,40     | 5 : 6    | William Borland 82,60       |  | 8   | Richard Veenstra 97,95   | 4 : 6    | Mario Vandenbogaerde 99,00 |
| 9   | Haupai Puha 89,40       | 6 : 4    | Christian Kist 87,54        |  | 10  | Justin Hood 87,85        | 6 : 3    | Darren Beveridge 88,09     |
| 11  | Robert Owen 98,92       | 6 : 5    | Niels Zonneveld 98,08       |  | 12  | Jeffrey de Graaf 1       | Freilos  | Adam Hunt                  |
| 13  | Jim Williams 90,37      | 5 : 6    | Martin Lukeman 91,88        |  | 14  | Tommy Lishman 82,10      | 3 : 6    | Stephen Burton 88,22       |
| 15  | Ian White 86,51         | 4 : 6    | Adam Lipscombe 89,55        |  | 16  | Dom Taylor 95,20         | 5 : 6    | Cameron Menzies 98,12      |
| 17  | Graham Usher 84,44      | 4 : 6    | Raymond van Barneveld 86,51 |  | 18  | José de Sousa 92,84      | 6 : 4    | Jimmy van Schie 93,75      |
| 19  | Mensur Suljović 93,40   | 6 : 1    | Nathan Rafferty 82,96       |  | 20  | Radek Szagański 98,05    | 6 : 4    | Cam Crabtree 92,29         |
| 21  | Lukas Wenig 92,71       | 4 : 5    | Kim Huybrechts 91,87        |  | 22  | Jermaine Wattimena 96,84 | 6 : 3    | Florian Hempel 92,88       |
| 23  | Beau Greaves 96,28      | 6 : 2    | Mickey Mansell 91,33        |  | 24  | Berry van Peer 95,96     | 3 : 6    | Connor Scutt 94,61         |
| 25  | Nick Kenny 88,55        | 6 : 3    | Dominik Grüllich 89,61      |  | 26  | Scott Williams 93,56     | 6 : 4    | Wessel Nijman 89,48        |
| 27  | Marvin van Velzen 92,52 | 4 : 6    | George Killington 90,34     |  | 28  | Keane Barry 90,09        | 3 : 6    | Jurjen van der Velde 91,31 |
| 29  | Ricky Evans 98,83       | 6 : 5    | Gabriel Clemens 100,94      |  | 30  | Niko Springer 86,26      | 5 : 6    | Dylan Slevin 92,03         |
| 31  | Kevin Doets 100,24      | 6 : 2    | Greg Ritchie 85,96          |  | 32  | Sebastian Białecki 99,34 | 3 : 6    | Luke Woodhouse 96,96       |

#### Runde 4
Die Auslosung für die vierte Runde wurde nach Ende der dritten Runde auf der Hauptbühne durch Alan Warriner-Little vorgenommen.
28. Februar – best of 19 legs

| Nr. | Spieler 1                  | Ergebnis | Spieler 2                  |  | Nr. | Spieler 1                   | Ergebnis | Spieler 2                   |
| --- | -------------------------- | -------- | -------------------------- |  | --- | --------------------------- | -------- | --------------------------- |
| 1   | Stephen Burton 91,46       | 10 : 06  | Radek Szagański 87,84      |  | 2   | Ryan Searle 92,53           | 10 : 07  | Adam Hunt 92,25             |
| 3   | Dave Chisnall 85,36        | 10 : 09  | Ricky Evans 89,27          |  | 4   | Martin Schindler 92,28      | 10 : 07  | Mario Vandenbogaerde 85,23  |
| 5   | Daryl Gurney 85,73         | 02 : 10  | Danny Noppert 96,10        |  | 6   | Scott Williams 96,98        | 07 : 10  | William O’Connor 98,06      |
| 7   | Kevin Doets 92,53          | 06 : 10  | Michael Smith 95,03        |  | 8   | Alan Soutar 96,18           | 10 : 07  | Matt Campbell 92,94         |
| 9   | Gerwyn Price 95,26         | 09 : 10  | Connor Scutt 99,62         |  | 10  | Cameron Menzies 92,43       | 10 : 04  | Mike De Decker 85,97        |
| 11  | Joe Cullen 92,86           | 04 : 10  | Krzysztof Ratajski 95,50   |  | 12  | Martin Lukeman 90,13        | 05 : 10  | Nathan Aspinall 95,10       |
| 13  | Beau Greaves 92,67         | 07 : 10  | Luke Humphries 102,45      |  | 14  | Jonny Clayton 97,86         | 10 : 03  | Gary Anderson 100,07        |
| 15  | Dylan Slevin 85,86         | 10 : 07  | Haupai Puha 83,15          |  | 16  | James Wade 93,64            | 10 : 03  | William Borland 87,32       |
| 17  | Luke Woodhouse 85,86       | 06 : 10  | Mensur Suljović 93,86      |  | 18  | José de Sousa 87,72         | 07 : 10  | Ross Smith 90,60            |
| 19  | Jurjen van der Velde 86,87 | 10 : 06  | Adam Lipscombe 84,61       |  | 20  | Dimitri Van den Bergh 86,46 | 10 : 06  | Raymond van Barneveld 83,05 |
| 21  | Justin Hood 88,19          | 05 : 10  | Josh Rock 96,13            |  | 22  | Brendan Dolan 83,05         | 09 : 10  | Danny Lauby 86,46           |
| 23  | Madars Razma 92,67         | 10 : 09  | Ricardo Pietreczko 86,45   |  | 24  | Damon Heta 91,31            | 10 : 02  | Kim Huybrechts 81,41        |
| 25  | Michael van Gerwen 97,03   | 10 : 08  | Dirk van Duijvenbode 99,92 |  | 26  | Stephen Bunting 94,59       | 06 : 10  | Chris Dobey 95,87           |
| 27  | Thomas Lovely 86,53        | 04 : 10  | Rob Cross 89,75            |  | 28  | Ritchie Edhouse 88,95       | 06 : 10  | Jermaine Wattimena 97,41    |
| 29  | Peter Wright 101,79        | 09 : 10  | Luke Littler 108,69        |  | 30  | Nick Kenny 87,99            | 04 : 10  | Gian van Veen 97,12         |
| 31  | Ryan Joyce 95,59           | 10 : 08  | Andrew Gilding 90,25       |  | 32  | Robert Owen 92,05           | 10 : 07  | George Killington 94,91     |

#### Runde 5
Die Auslosung der fünften Runde wurde nach Ende der vierten Runde von Ned Boulting und Alan Warriner-Little auf der Hauptbühne durchgeführt.
1. März – best of 19 legs

| Nr. | Spieler 1                   | Ergebnis | Spieler 2                |  | Nr. | Spieler 1              | Ergebnis | Spieler 2                 |
| --- | --------------------------- | -------- | ------------------------ |  | --- | ---------------------- | -------- | ------------------------- |
| 1   | Ryan Searle 92,42           | 0 : 10   | Luke Humphries 100,20    |  | 2   | Dave Chisnall 90,42    | 08 : 10  | Krzysztof Ratajski 97,24  |
| 3   | Mensur Suljović 92,24       | 03 : 10  | William O’Connor 100,67  |  | 4   | Rob Cross 97,57        | 10 : 09  | Danny Noppert 101,02      |
| 5   | Josh Rock 104,82            | 10 : 09  | Ross Smith 101,39        |  | 6   | Madars Razma 90,13     | 07 : 10  | Michael Smith 94,96       |
| 7   | Alan Soutar 94,86           | 07 : 10  | Jonny Clayton 96,85      |  | 8   | Gian van Veen 97,26    | 10 : 07  | Stephen Burton 97,46      |
| 9   | Jurjen van der Velde 88,66  | 02 : 10  | Nathan Aspinall 91,73    |  | 10  | Cameron Menzies 94,83  | 09 : 10  | James Wade 92,10          |
| 11  | Robert Owen 90,56           | 10 : 08  | Michael van Gerwen 95,00 |  | 12  | Luke Littler 104,21    | 10 : 04  | Jermaine Wattimena 101,11 |
| 13  | Dimitri Van den Bergh 94,60 | 10 : 09  | Chris Dobey 94,32        |  | 14  | Martin Schindler 94,66 | 10 : 09  | Dylan Slevin 90,68        |
| 15  | Danny Lauby 82,94           | 03 : 10  | Ryan Joyce 91,59         |  | 16  | Connor Scutt 95,19     | 07 : 10  | Damon Heta 93,24          |

#### Achtelfinale
Die Auslosung für das Achtelfinale wurde nach Ende der fünften Runde auf der Hauptbühne durch Alan Warriner-Little vorgenommen.
1. März – best of 19 legs

| Nr. | Spieler 1              | Ergebnis | Spieler 2            |  | Nr. | Spieler 1                | Ergebnis | Spieler 2                   |
| --- | ---------------------- | -------- | -------------------- |  | --- | ------------------------ | -------- | --------------------------- |
| 1   | Josh Rock 99,92        | 10 : 06  | Rob Cross 95,05      |  | 2   | Krzysztof Ratajski 97,77 | 08 : 10  | Luke Littler 97,99          |
| 3   | Martin Schindler 90,90 | 04 : 10  | Jonny Clayton 98,04  |  | 4   | Nathan Aspinall 98,61    | 10 : 08  | William O’Connor 93,14      |
| 5   | Robert Owen 90,24      | 08 : 10  | James Wade 95,00     |  | 6   | Ryan Joyce 92,93         | 02 : 10  | Luke Humphries 101,59       |
| 7   | Damon Heta 98,85       | 09 : 10  | Gian van Veen 109,90 |  | 8   | Michael Smith 89,24      | 10 : 03  | Dimitri Van den Bergh 70,90 |

#### Viertelfinale
Die Auslosung für das Viertelfinale wurde nach Ende des letzten Achtelfinals auf der Hauptbühne durchgeführt.
2. März – best of 19 legs

| Nr. | Spieler 1           | Ergebnis | Spieler 2           |  | Nr. | Spieler 1        | Ergebnis | Spieler 2             |
| --- | ------------------- | -------- | ------------------- |  | --- | ---------------- | -------- | --------------------- |
| 1   | Gian van Veen 99,82 | 04 : 10  | Luke Littler 107,30 |  | 2   | Josh Rock 99,35  | 10 : 07  | Nathan Aspinall 98,45 |
| 3   | Jonny Clayton 92,14 | 10 : 08  | Michael Smith 93,17 |  | 4   | James Wade 99,89 | 10 : 09  | Luke Humphries 102,08 |

#### Halbfinale und Finale
Die Auslosung für das Halbfinale wurde nach Ende der Viertelfinalpartie von James Wade gegen Luke Humphries auf der Hauptbühne durch Darren Gough vorgenommen.
2. März – best of 21 legs

|  | Halbfinale          | Halbfinale |                     |                  | Finale | Finale |
|  |                     |            |                     |                  |        |        |
|  |                     |            |                     |                  |        |        |
|  | Jonny Clayton 95,61 | 6          |                     |                  |        |        |
|  | Luke Littler 106,62 | 11         |                     |                  |        |        |
|  |                     |            | Luke Littler 101,51 | 11               |        |        |
|  |                     |            |                     | James Wade 88,06 | 2      |        |
|  | Josh Rock 95,52     | 2          |                     |                  |        |        |
|  | James Wade 99,53    | 11         |                     |                  |        |        |
|  |                     |            |                     |                  |        |        |

## Rekorde
- Da Steve Beaton seine Karriere zum Jahresende 2024 beendet hat, ist James Wade nun der einzige Spieler, der an jeder Ausgabe der UK Open teilgenommen hat.
- In der ersten Runde spielte Niko Springer gegen Cor Dekker einen Average von 115,92. Dies bedeutete einen neuen deutschen Rekord für Major-Turniere der PDC und den zweithöchsten Wert in der Geschichte der UK Open.[4]

## Übertragung
Die Hauptbühnenpartien wurden in Deutschland, Österreich und der Schweiz live von DAZN und Sport1 übertragen.